# Liste der Kulturdenkmale in Dolsenhain
In der Liste der Kulturdenkmale in Dolsenhain sind die Kulturdenkmale des Frohburger Ortsteils Dolsenhain verzeichnet, die bis Mai 2024 vom Landesamt für Denkmalpflege Sachsen erfasst wurden (ohne archäologische Kulturdenkmale). Die Anmerkungen sind zu beachten.
Diese Aufzählung ist eine Teilmenge der Liste der Kulturdenkmale in Frohburg.

## Dolsenhain
| Bild                                    | Bezeichnung | Lage                             | Datierung                                        | Beschreibung | ID       |
| --------------------------------------- | --- | -------------------------------- | ------------------------------------------------ | --- | -------- |
| Direkt Bild zu diesem Denkmal hochladen | Gasthof mit Gasthaus (Nr. 1), Scheune und daran angebautes Seitengebäude (mit Kumthalle) des Gasthofes sowie Brunnen und Pflasterung vor Gasthaus, Einfriedung des Vorgartens an der Altenburger Straße, weiterhin Auszugshaus (Nr. 3) und Brunnen im Garten | Altmörbitzer Straße 1, 3 (Karte) | Um 1830                                          | Gasthaus im Dorfzentrum dominierendes Gebäude, Putzbau mit Zwerchhaus und repräsentativer Gestaltung mit Porphyrtuffgliederungen, dazugehörend Hof mit massive Scheune und Stallgebäude mit Drillingsfenster im Giebel und zweibogiger Kumthalle, hinter den Hofbauten altes Wohn-Stallgebäude (wohl Auszugshaus) mit Fachwerk-Obergeschoss und Porphyrtuffportal, eiserne Vorgarteneinfriedung, alter Porphyrtuff-Brunnen, bau- und ortsgeschichtlich von Bedeutung. Krüppelwalmdach, auf dem Zwerchhaus kleines durchbrochenes Glockentürmchen, Eingang mit Verdachung auf Konsolen. | 09259261 |
| Direkt Bild zu diesem Denkmal hochladen | Wohnhaus, Scheune, Seitengebäude und Torhaus eines Vierseithofes | An den Eichen 1 (Karte)          | Um 1840                                          | Gründerzeitliches, repräsentatives Wohnhaus, beide Seitengebäude mit Fachwerk-Obergeschoss, ein Seitengebäude mit Drillingsfenster (Palladio-Motiv) im massiven Giebel, Fachwerk-Scheune, geschlossen und gut erhaltene Hofanlage des 19. Jahrhunderts, bau- und ortsgeschichtlich von Bedeutung. Wirtschaftsgebäude Erdgeschoss Bruchstein, Obergeschoss Lehmausfachung, Stall mit dreiachsigem Giebel mit Porphyrtuffgewänden und Serliana, darüber Halbrundfenster, Südflügel umgebaut.                                                                                             | 09257896 |
|                                         | Wohnhaus (Umgebinde) eines Bauernhofes | An den Eichen 5 (Karte)          | 1808                                             | Für die Region seltenes Umgebindehaus mit Fachwerk-Obergeschoss und besonders schönem Ziergiebel, jüngerer Anbau mit einfachem Fachwerk-Obergeschoss, bau- und ortsgeschichtlich von Bedeutung. Jüngerer Anbau mit einfachem Fachwerk-Obergeschoss, Wohnhaus mit weitem Dachüberstand, Eingang mit korbbogigem Porphyrtuffgewände und Schlussstein. | 09259493 |
|                                         | Wohnstallhaus, Scheune und Seitengebäude (mit Oberlaube) eines Vierseithofes | Dolsenhainer Straße 17 (Karte)   | Um 1820 (Seitengebäude); um 1840 (Wohnstallhaus) | Wohnstallhaus mit Fachwerk-Obergeschoss zum Hof und Drillingsfenster im massiven Giebel, Seitengebäude mit Fachwerk-Obergeschoss, seltener Oberlaube und korbbogigen Porphyrtuffportalen, Fachwerk-Scheune, Hofanlage von großer Geschlossenheit, bau- und ortsgeschichtlich von Bedeutung | 09255945 |
| Direkt Bild zu diesem Denkmal hochladen | Wohnstallhaus, zwei Seitengebäude, Scheune, Göpelbahn und Torbogen eines Vierseithofes | Dolsenhainer Straße 30 (Karte)   | Bezeichnet mit 1837                              | Wohnstallhaus und Seitengebäude mit Fachwerk-Obergeschoss, Fachwerk-Scheune, regional- und zeittypischer Vierseithof in großer Geschlossenheit, bau- und ortsgeschichtlich von Bedeutung. Giebelseite verputzt, Außenseite Stallgebäude mit Platten verkleidet, Göpelring im Hof. | 09258626 |
|                                         | Gasthof Dolsenhain (Saalgebäude eines Gasthofes) | Dolsenhainer Straße 34 (Karte)   | Um 1830                                          | Auf der dem Gasthaus (siehe Altmörbitzer Straße 1) gegenüberliegenden Straßenseite liegender, frei stehender Bau, mit Fachwerk-Obergeschoss in Thüringer-Leiter-Konstruktion und Krüppelwalmdach, mit originaler Eingangstür und Porphyrtuffportal, imposanter, straßenbildprägender Fachwerkbau, in dieser Form singulär im Ort, bau- und ortsgeschichtlich von Bedeutung. Engstehendes Fachwerk, große originale Fenster, Feuertür. | 09258011 |
| Direkt Bild zu diesem Denkmal hochladen | Häuslerhaus | Dolsenhainer Straße 48 (Karte)   | Um 1830                                          | Mit Fachwerk-Obergeschoss, Konstruktion mit Kopfstreben, typisches Kleinbauernhaus am Ortsausgang, bau- und sozialgeschichtlich von Bedeutung, weiter Dachüberstand | 09258501 |
| Direkt Bild zu diesem Denkmal hochladen | Wohnstallhaus eines Bauernhofes | Dolsenhainer Straße 63 (Karte)   | 18. Jahrhundert                                  | Heute einzeln stehendes altes Wohnstallhaus, eng stehendes Fachwerk im Obergeschoss mit Thüringer-Leiter-Motiv, baugeschichtlich von Bedeutung. Fenster und Tür mit Porphyrtuffgewände, Krüppelwalmdach, sehr desolat. | 09258885 |

## Tabellenlegende
- Bild: Bild des Kulturdenkmals, ggf. zusätzlich mit einem Link zu weiteren Fotos des Kulturdenkmals im Medienarchiv Wikimedia Commons. Wenn man auf das Kamerasymbol klickt, können Fotos zu Kulturdenkmalen aus dieser Liste hochgeladen werden:
- Bezeichnung: Denkmalgeschützte Objekte und ggf. Bauwerksname des Kulturdenkmals
- Lage: Straßenname und Hausnummer oder Flurstücknummer des Kulturdenkmals. Die Grundsortierung der Liste erfolgt nach dieser Adresse. Der Link (Karte) führt zu verschiedenen Kartendiensten mit der Position des Kulturdenkmals. Fehlt dieser Link, wurden die Koordinaten noch nicht eingetragen. Sind diese bekannt, können sie über ein Tool mit einer Kartenansicht einfach nachgetragen werden. In dieser Kartenansicht sind Kulturdenkmale ohne Koordinaten mit einem roten bzw. orangen Marker dargestellt und können durch Verschieben auf die richtige Position in der Karte mit Koordinaten versehen werden. Kulturdenkmale ohne Bild sind an einem blauen bzw. roten Marker erkennbar.
- Datierung: Baubeginn, Fertigstellung, Datum der Erstnennung oder grobe zeitliche Einordnung entsprechend des Eintrags in der sächsischen Denkmaldatenbank
- Beschreibung: Kurzcharakteristik des Kulturdenkmals entsprechend des Eintrags in der sächsischen Denkmaldatenbank, ggf. ergänzt durch die dort nur selten veröffentlichten Erfassungstexte oder zusätzliche Informationen
- ID: Vom Landesamt für Denkmalpflege Sachsen vergebene, das Kulturdenkmal eindeutig identifizierende Objekt-Nummer. Der Link führt zum PDF-Denkmaldokument des Landesamtes für Denkmalpflege Sachsen. Bei ehemaligen Kulturdenkmalen können die Objektnummern unbekannt sein und deshalb fehlen bzw. die Links von aus der Datenbank entfernten Objektnummern ins Leere führen. Ein ggf. vorhandenes Icon  führt zu den Angaben des Kulturdenkmals bei Wikidata.